# C'est pas sorcier
C'est pas sorcier (tiếng Anh: It's not sorcery) là một chương trình truyền hình giáo dục của Pháp được phát sóng từ ngày 19/9/1993 đến ngày 1/2/2014. Tổng cộng chương trình có 559 tập.

## Các diễn giả
Sabine Quindou và Fred Courant là những chuyên gia trong các lĩnh vực. Họ đi đến những địa điểm khác nhau, gặp gỡ các chuyên gia, phỏng vấn và giới thiệu những câu hỏi. Jamy Gourmaud thường có mặt trong một chiếc xe tải mang theo phòng thí nghiệm. Anh lái đến các địa danh mang tính biểu tượng có liên quan đến chủ đề với một phòng thí nghiệm di động được trang bị màn hình cảm ứng, đồ họa máy tính và tất nhiên các mô hình đã đem lại thành công cho chương trình ngay từ khi mới phát sóng.

## Hình ảnh

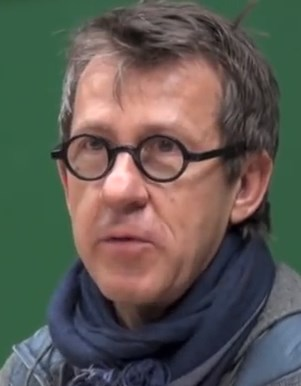
Jamy Gourmaud
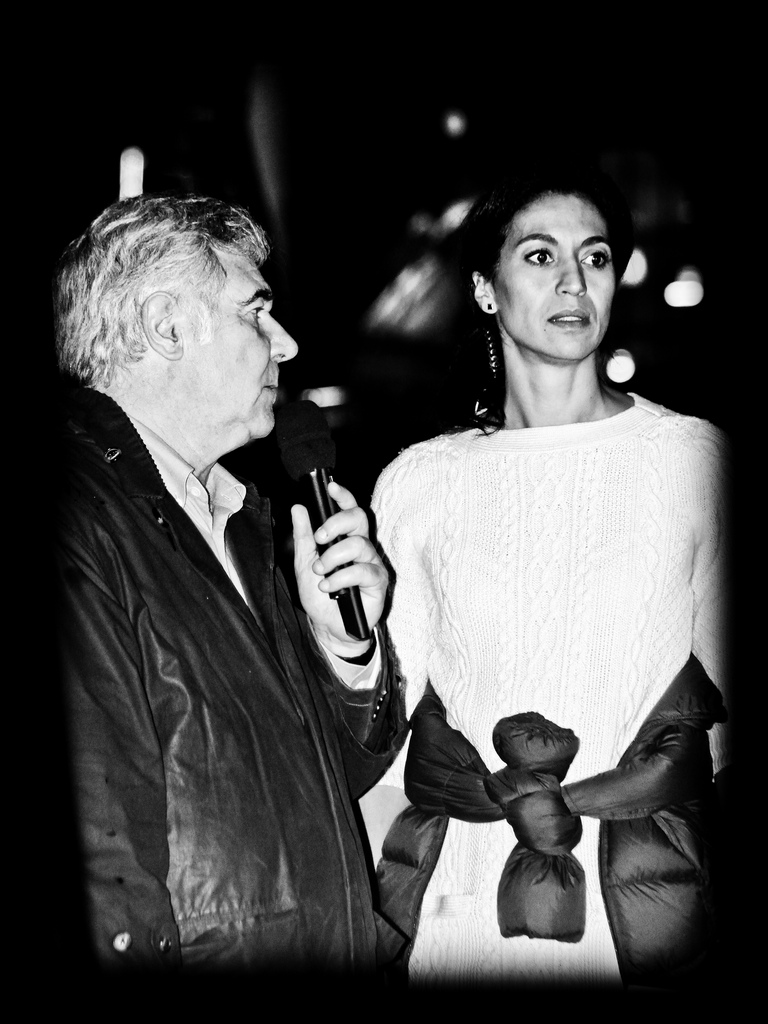
Sabine Quindou
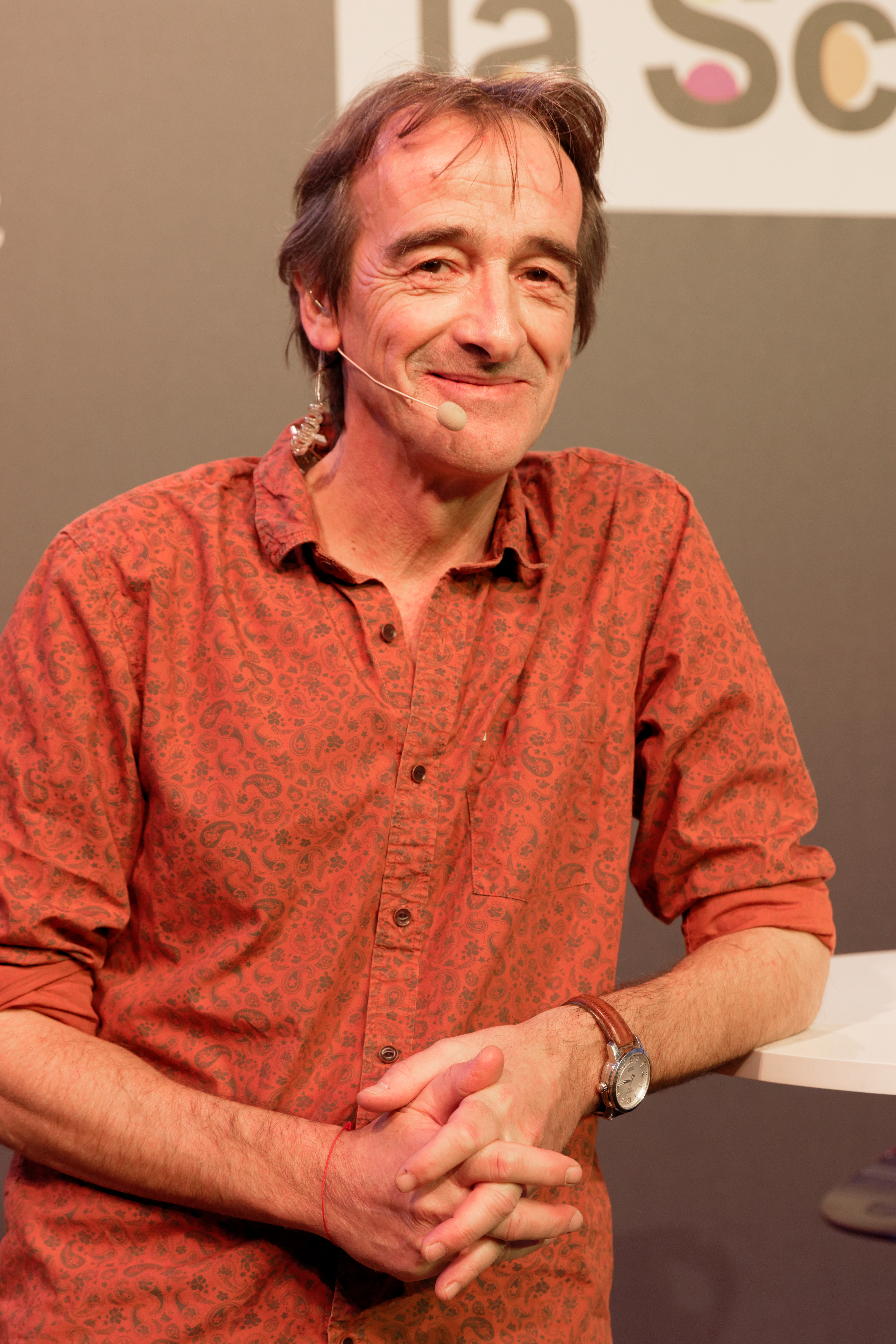
Frédéric Courant
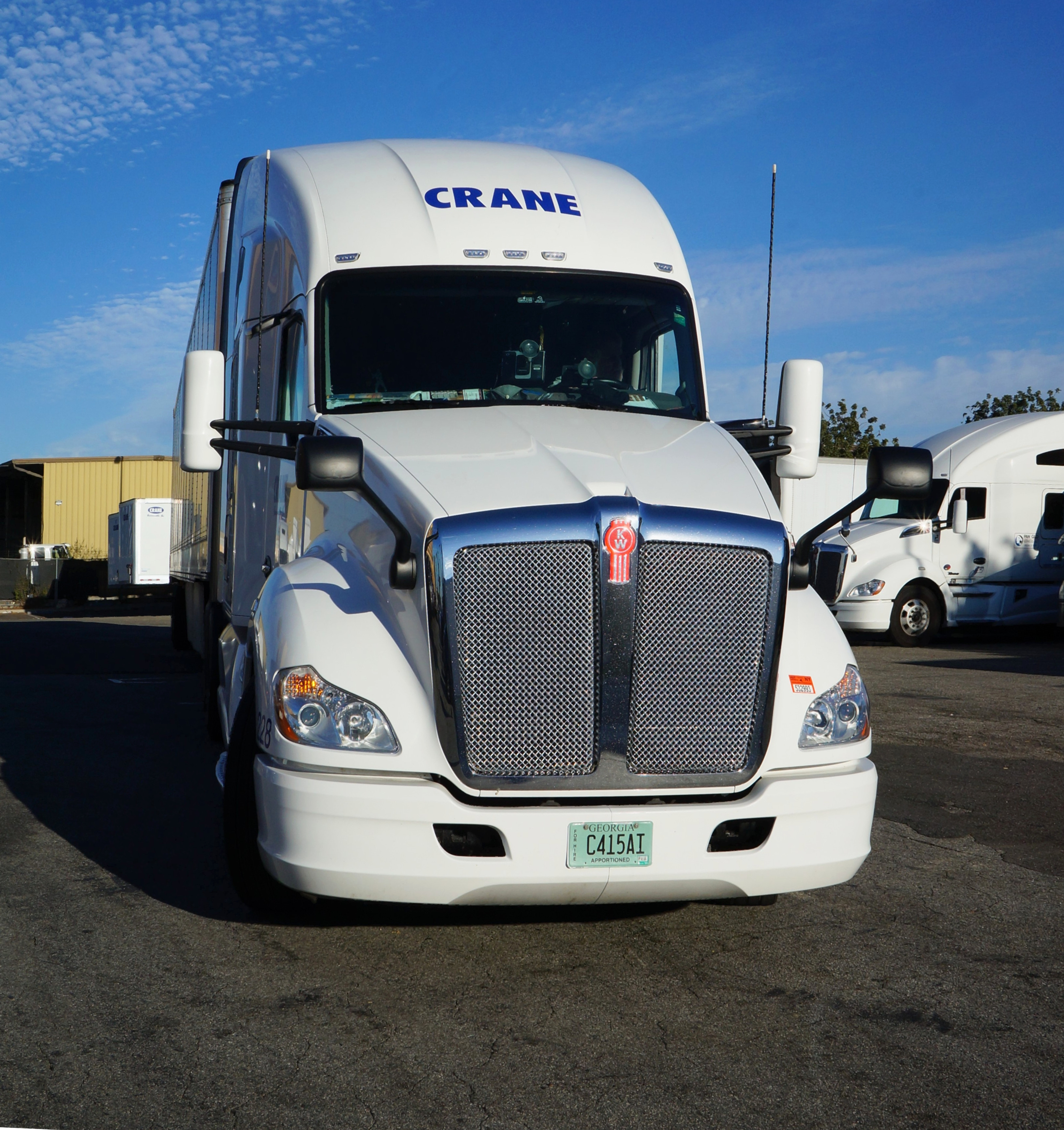
Mẫu xe Kenworth trắng, giống với chiếc thường xuất hiện trong chương trình